# Responsabilidad civil
La responsabilidad civil es la obligación de una persona que debe resarcir a otra por los daños que el causante (el responsable) ha causado, bien como consecuencia de un incumplimiento contractual (responsabilidad contractual) o bien cuando no existía un vínculo previo (responsabilidad extracontractual).  Puede ser en especie  o bien por un equivalente monetario, habitualmente mediante el pago de una indemnización de perjuicios. 
Díez-Picazo define la responsabilidad como «la sujeción de una persona que vulnera un deber de conducta impuesto en interés de otro, sujeto a la obligación de reparar el daño producido». Aunque la persona que responde suele ser la causante del daño, es posible que se haga responsable a una persona distinta del autor del daño, caso en el que se habla de «responsabilidad por hechos ajenos», como ocurre, por ejemplo, cuando a los padres se les hace responder de los daños causados por sus hijos o al propietario del vehículo de los daños causados por el conductor con motivo de la circulación.
Por lo tanto, la responsabilidad civil puede ser contractual o extracontractual.  Es responsabilidad contractual cuando la norma jurídica transgredida es una obligación establecida en una declaración de voluntad particular (contrato, oferta unilateral, etcétera). Es extracontractual cuando la norma jurídica violada es una ley (en sentido amplio), la cual a su vez puede ser o bien delictual (si el daño causado fue debido a una acción tipificada como delito civil) o cuasidelictual o no dolosa (si el perjuicio se originó en una falta involuntaria).

## Responsabilidad contractual
Las obligaciones se clasifican habitualmente como de medios y de resultados, y esto tiene una gran importancia al determinar la responsabilidad civil contractual. El incumplimiento, que es uno de los requisitos básicos para que la responsabilidad se produzca, dependerá de la clase de obligación.
- Cuando una norma o un contrato obligan a una persona a alguna cosa determinada, sea esta una acción o una abstención (hacer o no hacer algo), esta obligación se considera de resultado. Tal es el caso de un transportista que se obliga a llevar determinada mercancía a un destino en particular. Aquí la responsabilidad es prácticamente automática, pues la víctima solo debe probar que el resultado no ha sido alcanzado, y entonces el demandado no podrá escapar a dicha responsabilidad, excepto si puede probar que el perjuicio proviene de una causa ajena —por ejemplo, que se debe a un caso fortuito o de fuerza mayor.
- Por otra parte, en aquellos casos en que una norma o un contrato solo obligan al deudor a actuar con prudencia y diligencia, la obligación es considerada de medios. Este es el caso de la obligación que tiene un médico respecto a su paciente: el médico no tiene la obligación de sanarlo, sino de poner sus mejores oficios y conocimientos al servicio del paciente, es decir, de actuar en forma prudente y diligente (aunque hay excepciones, pues en algunos casos el médico asume una obligación de resultado, como ocurre en la cirugía estética voluntaria). En estos casos, la carga de la prueba le corresponde a la víctima o demandante, quien deberá probar que el agente fue negligente o imprudente al cumplir sus obligaciones.

En el caso de la obligación de medios es más difícil probar la responsabilidad civil, dado que el incumplimiento no depende solo de no haber logrado el resultado (en el ejemplo anterior, sanar al paciente), sino que habría que demostrar que pudo ser posible haberlo logrado, si el obligado hubiese actuado correctamente. Para ello, la jurisprudencia echa mano de lo que se conoce como "lex artis" y que son un conjunto de prácticas asumidas como correctas por el conjunto de la comunidad profesional. En las profesiones reguladas, es común que ese conjunto de buenas prácticas esté normalizado por los estatutos del colegio profesional.

## Responsabilidad extracontractual
Surge cuando el daño, agravio u otro daño o perjuicio causado no tiene su origen en una relación contractual, sino en cualquier otro tipo de actividad.
La responsabilidad extracontractual, delictual o aquiliana puede definirse como aquella que existe cuando una persona causa, ya sea por sí misma, por medio de otra de la que responde o por una cosa de su propiedad o que posee, un daño a otra persona respecto de la cual no estaba ligada por un vínculo obligatorio anterior relacionado con el daño producido. Esta área del derecho civil también se conoce como delitos y cuasidelitos civiles (fuentes de las obligaciones). Las fuentes principales de las obligaciones extracontractuales son el hecho ilícito y la gestión de negocios.
Un caso de responsabilidad extracontractual es el que puede surgir por los daños y perjuicios causados a terceros como consecuencia de actividades que crean riesgos a personas ajenas a las mismas, como la conducción de un automóvil o el desarrollo de una actividad industrial.
Otro supuesto es el de la responsabilidad por daños causados por bienes propios: cuando se desprende un elemento de un edificio y causa lesiones a quien pasa por debajo o cuando alguien sufre un accidente por el mal estado del suelo. También se es responsable por los daños y perjuicios que originen los animales de los que se sea propietario.
La responsabilidad puede tener su origen en actos de otra persona, por la que debe responder un padre por los daños y perjuicios que cause su hijo menor de edad; un empresario por los que causen sus empleados; y un establecimiento educacional por los causados por sus alumnos.

### Requisitos de la responsabilidad extracontractual
La responsabilidad extracontractual prevista en las normas legales pertinentes (por ejemplo, artículos 1708 y siguientes del Código Civil Argentino, 2314 y sgtes. del Código Civil chileno, 1902 del Código Civil español), entendida como la obligación de reparar el daño causado tanto por hechos propios como por hechos ajenos, requiere los siguientes presupuestos:
- El hecho, comportamiento causante del daño, incluidas las acciones y omisiones. Frecuentemente es un comportamiento humano, aunque la ley extiende la responsabilidad a hechos de las cosas (animales y objetos de propiedad del responsable). Este comportamiento debe ser antijurídico y puede o no ser su origen ilícito. Se entiende por antijurídico aquel comportamiento que contraviene el principio alterum non laedere que comprende una serie de deberes que obligan a seguir un comportamiento con corrección y prudencia respecto a terceros, para que la convivencia sea posible.

- El daño o agresión ilegítima a bienes, derechos o a la propia persona. El daño indemnizable o reparable tiene que ser cierto, esto es, realmente existente. Se excluyen los daños hipotéticos o eventuales. Además el daño tiene que ser actual pero pueden incluirse los daños futuros cuando estos surgirán con posterioridad según racional certidumbre. Se entienden incluidos tanto los daños patrimoniales como los daños morales. La prueba del daño, de su extensión y alcance corresponde al perjudicado.

- La relación de causalidad o nexo causal entre el comportamiento causante del daño y el daño. En el caso en que concurran una pluralidad de causas causantes del daño, habrá que determinar si todas ellas son concausas (teoría de la equivalencia) o si una de esas causas es la única que merece dicho papel por ser la determinante del daño. Se utilizan distintos criterios para calificar a la causa como determinante de dicho resultado: que dicha causa sea posible o probablemente la que haya ocasionado el daño (teoría de la causa adecuada), que el hecho sea el más próximo al daño (teoría de la causa próxima) o que el hecho sea el más eficiente o con más fuerza determinante del daño (teoría de la causa eficiente).

- El criterio de imputación de la responsabilidad. En principio, el Código Civil exigía exclusivamente un criterio basado en la culpa o negligencia del agente (teoría subjetiva o por culpa), pero en la actualidad se aceptan criterios distintos a la culpa, como el dolo o consciencia de que el comportamiento causa el daño, el riesgo o creación de una situación de peligro (teoría del riesgo) y supuestos de atribución automática o ex lege de responsabilidad (teoría objetiva o estricta).

## El cúmulo de responsabilidades
Cuando del incumplimiento de una relación contractual se originan daños y perjuicios causados por tal falta, se está en presencia de lo que la doctrina moderna ha bautizado como cúmulo de responsabilidades. Este supuesto se verifica cuando coexisten en una misma causa obligaciones contractuales y, producto de su incumplimiento, obligaciones extracontractuales. Tal es el caso del incumplimiento de un contrato de una obligación a término, como pudiera ser la actuación de un grupo musical en un evento; el incumplimiento de dicha obligación contractual acarrearía consecuencias mayores, que verificarían daños y perjuicios y darían origen a una obligación extracontractual.

## Responsabilidad patrimonial de la administración
La responsabilidad adquiere características peculiares cuando el daño o perjuicio es causado por la administración pública.
Aunque por regla general la administración incurre en responsabilidad por su hecho anormal, irregular o ilícito (lo que se denomina en los ordenamientos inspirados en el francés falta de servicio), en ciertos países (como España) o bajo ciertas hipótesis puede incurrir en responsabilidad también por su actuar normal, sin necesidad de que haya habido ninguna irregularidad en el hecho que origina el daño.
En tales casos se le exige un grado de responsabilidad más severo que a los particulares, y se llega en muchos casos a la responsabilidad objetiva, responsabilidad por daños causados sin dolo ni culpa.
En casos excepcionales, el Estado puede ser responsable de daños y perjuicios causados por la creación de normas jurídicas válidas, incluso de leyes (responsabilidad del Estado legislador), cuando resultan perjudiciales para algunas personas concretas, aunque busquen un bien para la generalidad de los destinatarios. Suele fundarse esta responsabilidad sin culpa en la noción de ruptura de la igualdad ante las cargas públicas.
El Estado puede ser responsable también por errores judiciales, por accidentes causados por el mal estado de las carreteras, etc.

## Objetivo de la responsabilidad civil
El objetivo principal de la responsabilidad civil es procurar la reparación, que consiste en restablecer el equilibrio que existía entre el patrimonio del autor del daño y el patrimonio de la víctima antes de sufrir el perjuicio. La responsabilidad civil posee un aspecto preventivo, que lleva a los ciudadanos a actuar con prudencia para evitar comprometer su responsabilidad; y un aspecto punitivo, de pena pecuniaria.
El rol preventivo puede discutirse en realidad, toda vez que un sistema de responsabilidad basado en factores subjetivos de atribución no favorece la prevención. Más aún, los sistemas de responsabilidad que basan su forma institucional en un daño causado y los sistemas realmente preventivos son de carácter residual o subsidiario. Así, algunos propugnan que son los duros términos de los sistemas objetivos de responsabilidad los que, basados en una sanción difícilmente excusable, favorecen realmente la prevención (riesgo creado).

## Responsabilidad civil, responsabilidad penal y responsabilidad moral
Es importante distinguir la responsabilidad civil de la responsabilidad penal, ya que esta última tiene por finalidad designar a la persona que deberá responder por los daños o perjuicios causados a la sociedad en su totalidad, no a un individuo en particular. A la vez, todas estas especies de responsabilidad jurídica deben distinguirse de la responsabilidad moral, en la cual los responsables no responden de sus actos ante la sociedad, sino ante su propia conciencia.
Para la responsabilidad penal los daños o perjuicios tienen un carácter social, pues son considerados atentados contra el orden público lo suficientemente graves como para ser fuertemente reprobados y ser erigidos en infracciones. Las sanciones penales tienen una función esencialmente punitiva y represiva, y solo buscan la prevención de manera accesoria (ya sea a través de la intimidación y la disuasión, o a través de la rehabilitación del culpable, de su reeducación o de su reinserción social).
La responsabilidad civil intenta asegurar a las víctimas la reparación de los daños privados que le han sido causados, y trata de poner las cosas en el estado en que se encontraban antes del daño y restablecer el equilibrio que ha desaparecido entre los miembros del grupo. Por estas razones, la sanción de la responsabilidad civil es, en principio, indemnizatoria y no represiva.
Es importante mencionar que ambas ramas jurídicas pueden coexistir en un mismo hecho. Es decir, puede aplicarse una pena privativa de libertad, sin perjuicio de la responsabilidad civil que pudiera acarrear haber incurrido en un hecho lícito o ilícito.